# Lisa Brennauer
Lisa Brennauer (Kempten, 8 de junio de 1988) es una deportista alemana que compitió en ciclismo en las modalidades de ruta y pista. Fue cinco veces campeona mundial en contrarreloj (una vez individual y cuatro por equipos).
Participó en tres Juegos Olímpicos de Verano, obteniendo una medalla de oro en Tokio 2020, en la prueba de persecución por equipos (junto con Franziska Brauße, Lisa Klein y Mieke Kröger), el octavo lugar en Londres 2012, en persecución por equipos, y en Río de Janeiro 2016 el octavo lugar en la contrarreloj y el 19.º en la prueba de ruta.
Ganó nueve medallas en el Campeonato Mundial de Ciclismo en Ruta entre los años 2013 y 2021, y cuatro medallas en el Campeonato Europeo de Ciclismo en Ruta entre los años 2018 y 2021.
En pista obtuvo cinco medallas en el Campeonato Mundial de Ciclismo en Pista entre los años en 2019 y 2021, y nueve medallas en el Campeonato Europeo de Ciclismo en Pista entre los años 2010 y 2022.

## Medallero internacional
| Campeonato Mundial | Campeonato Mundial        | Campeonato Mundial | Campeonato Mundial              |
| Año                | Lugar                     | Medalla            | Competición                     |
| ------------------ | ------------------------- | ------------------ | ------------------------------- |
| 2013               | Florencia (Italia)        | Medalla de oro     | Contrarreloj por equipos        |
| 2014               | Ponferrada (España)       | Medalla de oro     | Contrarreloj individual         |
| 2014               | Ponferrada (España)       | Medalla de oro     | Contrarreloj por equipos        |
| 2014               | Ponferrada (España)       | Medalla de plata   | Ruta                            |
| 2015               | Richmond (Estados Unidos) | Medalla de oro     | Contrarreloj por equipos        |
| 2015               | Richmond (Estados Unidos) | Medalla de bronce  | Contrarreloj individual         |
| 2016               | Doha (Catar)              | Medalla de plata   | Contrarreloj por equipos        |
| 2019               | Yorkshire (Reino Unido)   | Medalla de plata   | Contrarreloj por relevos mixtos |
| 2021               | Flandes (Bélgica)         | Medalla de oro     | Contrarreloj por relevos mixtos |
| Campeonato Europeo |                           |                    |                                 |
| Año                | Lugar                     | Medalla            | Competición                     |
| 2018               | Glasgow (Reino Unido)     | Medalla de bronce  | Ruta                            |
| 2019               | Alkmaar (Países Bajos)    | Medalla de plata   | Contrarreloj por relevos mixtos |
| 2020               | Plouay (Francia)          | Medalla de oro     | Contrarreloj por relevos mixtos |
| 2021               | Trento (Italia)           | Medalla de bronce  | Contrarreloj                    |

| Juegos Olímpicos   | Juegos Olímpicos         | Juegos Olímpicos  | Juegos Olímpicos        |
| Año                | Lugar                    | Medalla           | Competición             |
| ------------------ | ------------------------ | ----------------- | ----------------------- |
| 2020               | Tokio (Japón)            | Medalla de oro    | Persecución por equipos |
| Campeonato Mundial |                          |                   |                         |
| Año                | Lugar                    | Medalla           | Competición             |
| 2019               | Pruszków (Polonia)       | Medalla de plata  | Persecución individual  |
| 2020               | Berlín (Alemania)        | Medalla de plata  | Persecución individual  |
| 2020               | Berlín (Alemania)        | Medalla de bronce | Persecución por equipos |
| 2021               | Roubaix (Francia)        | Medalla de oro    | Persecución individual  |
| 2021               | Roubaix (Francia)        | Medalla de oro    | Persecución por equipos |
| Campeonato Europeo |                          |                   |                         |
| Año                | Lugar                    | Medalla           | Competición             |
| 2010               | Pruszków (Polonia)       | Medalla de bronce | Persecución por equipos |
| 2011               | Apeldoorn (Países Bajos) | Medalla de plata  | Persecución por equipos |
| 2018               | Glasgow (Reino Unido)    | Medalla de oro    | Persecución individual  |
| 2018               | Glasgow (Reino Unido)    | Medalla de bronce | Persecución por equipos |
| 2019               | Apeldoorn (Países Bajos) | Medalla de plata  | Persecución individual  |
| 2019               | Apeldoorn (Países Bajos) | Medalla de plata  | Persecución por equipos |
| 2021               | Grenchen (Suiza)         | Medalla de oro    | Persecución por equipos |
| 2022               | Múnich (Alemania)        | Medalla de oro    | Persecución por equipos |
| 2022               | Múnich (Alemania)        | Medalla de plata  | Persecución individual  |

## Palmarés

### Ruta
2009
- 1 etapa de la Albstadt-Frauen-Etappenrennen

2013
- 1 etapa del Tour Languedoc Roussillon
- Campeonato de Alemania Contrarreloj

2014
- Tour de Overijssel
- Auensteiner Radsporttage, más 2 etapas
- Aviva Women's Tour
- Campeonato de Alemania Contrarreloj
- Campeonato de Alemania en Ruta
- 2 etapas del Tour de Turingia femenino
- 1 etapa del Boels Rental Ladies Tour
- Campeonato Mundial Contrarreloj
- 2.ª en el Campeonato Mundial en Ruta

2015
- Energiewacht Tour
- The Friends Life Women's Tour, más 1 etapa
- 2.ª en el Campeonato de Alemania Contrarreloj
- 3.ª en el Campeonato de Alemania en Ruta
- 2 etapas del Tour de Turingia femenino
- Boels Rental Ladies Tour, más 2 etapas
- 3.ª en el Campeonato Mundial Contrarreloj

2016
- 1 etapa del Auensteiner Radsporttage
- 3.ª en el Campeonato de Alemania Contrarreloj
- 2.ª en el Campeonato de Alemania en Ruta
- 1 etapa del Boels Rental Ladies Tour
- Contrarreloj Omloop van Borsele

2017
- 1 etapa del Healthy Ageing Tour
- 2.ª en el Campeonato de Alemania Contrarreloj
- 2.ª en el Campeonato de Alemania en Ruta
- Tour de Turingia femenino, más 1 etapa
- 1 etapa del Boels Rental Ladies Tour

2018
- Tour de Turingia femenino, más 1 etapa
- Campeonato de Alemania Contrarreloj
- 3.ª en el Campeonato Europeo en Ruta

2019
- 1 etapa del Healthy Ageing Tour
- Festival Elsy Jacobs, más 1 etapa
- 3.ª en el Campeonato de Alemania Contrarreloj
- Campeonato de Alemania en Ruta
- Madrid Challenge by La Vuelta, más 1 etapa

2020
- Campeonato de Alemania en Ruta
- Ceratizit Challenge by La Vuelta, más 1 etapa

2021
- Campeonato de Alemania Contrarreloj
- Campeonato de Alemania en Ruta
- 3.ª en el Campeonato Europeo Contrarreloj

2022
- Campeonato de Alemania Contrarreloj

## Resultados en Grandes Vueltas y Campeonatos del Mundo
Durante su carrera deportiva consiguió los siguientes puestos en las Grandes Vueltas femeninas y en los Campeonatos del Mundo en carretera:
| Carrera              | Carrera              | 2009 | 2010 | 2011 | 2012 | 2013 | 2014 | 2015 | 2016 | 2017 | 2018 | 2019 | 2020 | 2021 | 2022 |
| -------------------- | -------------------- | ---- | ---- | ---- | ---- | ---- | ---- | ---- | ---- | ---- | ---- | ---- | ---- | ---- | ---- |
|                      | Giro de Italia       | —    | —    | —    | 59.ª | —    | —    | —    | —    | —    | —    | —    | 45.ª | 19.ª | —    |
|                      | Tour de l'Aude       | —    | —    | X    | X    | X    | X    | X    | X    | X    | X    | X    | X    | X    | X    |
|                      | Tour de Francia      | —    | X    | X    | X    | X    | X    | X    | X    | X    | X    | X    | X    | X    | 58.ª |
| Mundial en Ruta      | Mundial en Ruta      | —    | —    | 91.ª | —    | Ab.  | 2.ª  | 30.ª | 12.ª | 43.ª | Ab.  | 9.ª  | 9.ª  | 9.ª  | —    |
| Mundial Contrarreloj | Mundial Contrarreloj | —    | —    | —    | —    | 11.ª | 1.ª  | 3.ª  | 6.ª  | 12.ª | 14.ª | 10.ª | 4.ª  | 5.ª  | —    |

| —: No participó | Ab: Abandono | X: Edición no celebrada |

## Equipos
- Equipe Nürnberger Versicherung (2009)
- Team Hitec Products UCK (2010-2011)
- Specialized/Velocio (2012-2015)
  - Team Specialized-Lululemon (2012)
  - Specialized-Lululemon (2013-2014)
  - Velocio-SRAM (2015)
- Canyon SRAM Racing (2016-2017)
- Wiggle High5 (2018)
- WNT (2019-2022)
  - WNT-Rotor Pro Cycling (2019)
  - Ceratizit-WNT Pro Cycling (2020-2022)